# Lake Erie Speedway
Der Lake Erie Speedway ist eine permanente Motorsport-Rennstrecke in Erie County, im US-Bundesstaat Pennsylvania.

## Geschichte
Der Speedway wurde nach 12 Millionen Dollar teuren Bauarbeiten im Juni 2002 eröffnet und ist seitdem als Austragungsort verschiedener kleinerer Rennserien bekannt. Zu den bekanntesten zählen die NASCAR Advance Auto Parts Weekly Series, die ARCA Racing Series und die Whelen Modified Tour.

## Die Strecke
Die Strecke ist ein 0,375 Meilen langer Ovalkurs, welcher sowohl für Ovalrennen als auch für Figure-8-Rennen verwendet werden kann.